# John England (Bischof)
John England (* 13. September 1786 in Cork, Irland; † 11. April 1842) war ein irisch-US-amerikanischer Geistlicher und römisch-katholischer Bischof von Charleston.

## Leben
John England empfing am 11. Oktober 1808 durch den Bischof von Cork, Francis Moylan, das Sakrament der Priesterweihe.
Am 11. August 1820 ernannte ihn Papst Pius VII. zum ersten Bischof des einen Monat zuvor errichteten Bistums Charleston. Der Koadjutorbischof von Cork, John Murphy, spendete ihm am 21. September desselben Jahres Bischofsweihe; Mitkonsekratoren waren der Bischof von Ossory, Kyran Marum und der Bischof von Richmond, Patrick Kelly.

## Veröffentlichung
- A catechism of the Roman Catholic faith, Charleston 1826